# 1108 dans les croisades
Cette page regroupe les évènements concernant les Croisades qui sont survenus en 1108 : 
- milieu : Tancrède de Hauteville reprend Lattakié aux Byzantins[1].
- août-septembre : Baudouin du Bourg, retenu prisonnier depuis mai 1104, est libéré[1].
- septembre : Bohémond de Tarente est battu par les Byzantins à Durazzo et doit signer le Traité de Déabolis[1].
- automne : départ d'une croisade commandée par Sigurd, roi de Norvège[2].
- mort de Gervais de Bazoches, prince de Galilée. Celle-ci est rendue à Tancrède de Hauteville, qui l'avait déjà dirigée[1].